# Salomon Hahndorf
Salomon Abraham Hahndorf (* 12. Dezember 1801 in Kassel; † 16. Dezember 1890 ebenda) war ein kurhessischer Journalist, liberaler Politiker und der einzige jüdische Abgeordnete der kurhessischen Ständeversammlung. Er erlebte und dokumentierte zahlreiche historische Umbrüche seiner Heimat. Trotz seiner Popularität unter Zeitgenossen geriet er nach seinem Tod im Gegensatz zu seinen Mitstreitern fast in Vergessenheit.

## Leben

### Jugend
Salomon Hahndorf wurde 1801 in der Fuldagasse der Kasseler Altstadt geboren. Sein Vater Lazarus Salomon Hahndorf (1774–1822), dessen Vorfahren aus Marburg stammten, war Geldwechsler und Kollektor der örtlichen Lotterie. Seine Mutter Rosa Röschen Hahndorf (geb. Neuern) stammte aus Hildesheim. Er hatte zwei jüngere Geschwister, Blümchen (* 1803) und Juda (1804–1832), der Landschreiber war. Ein Cousin war der Dramatiker und Librettist Salomon Hermann Mosenthal. In seine Schulzeit fielen die ersten Versuche der rechtlichen Gleichstellung der Juden unter König Jérôme. Hahndorf besuchte das Lyceum Fridericianum und begann in Rotenburg als Hauslehrer zu arbeiten, anschließend in Schweinsberg als Vorbeter und Lehrer.
Weder die von der Familie angestrebte theologische Ausbildung noch der Beruf des Lehrers sollen ihm gelegen haben, sodass er ein Studium der Rechtswissenschaften an der Universität Marburg begonnen habe, wo er zeitweise den Corps Hassia Marburg und Lahnania angehörte. Seit Mai 1827 wurde er als Student der Pädagogik in Marburg geführt. Er lebte zeitweise mit seinem Studienfreund Ernst Koch in der Marburger Untergasse 10 zusammen. Nach einem Semester an der Universität Göttingen im Jahr 1830 kehrte er in seine Heimatstadt Kassel zurück. In Kassel lebte er als Junggeselle mit seiner verwitweten Mutter bis zu deren Tod in einem Haushalt.

### Publizist und Politiker
Durch die in der liberalen Verfassung von 1831 garantierte Pressefreiheit erlebte die Kasseler Presselandschaft eine Blüte im Vormärz. Gemeinsam mit seinem Studienfreund gründete er seine erste Zeitschrift, die Kasselschen Blätter für Geist und Herz. Ebenso war er Herausgeber des Beobachters und des Landfreunds sowie Redakteur der Kurhessischen Volkszeitung und Die Freie Presse. Ebenso wirkte er als Korrespondent für zahlreiche nationale und internationale Zeitungen. Als Herausgeber stand er in Kassel in Konkurrenz zu Franz Dingelstedts erfolgloser Zeitschrift Salon. In der Zeit des Nationalsozialismus wurde Hahndorf in offenen antisemitischen Anfeindungen die Schuld an Dingelstedts publizistischem, politischem und persönlichen Scheitern in Kassel angelastet. Aufgrund seiner liberalen publizistischen Tätigkeit und seiner politischen Forderungen wurde Hahndorf, wie zahlreiche Zeitgenossen, durch die reaktionäre Regierung Kurhessens um Ludwig Hassenpflug in den 1830er und 1840er Jahren immer wieder juristisch verfolgt. Er verweigerte sich mehrmals der Zensur für seine Publikationen. 1839 wurde er wegen „demokratischer Umtriebe“ verhaftet. Hauptangeklagter war der Fabrikant Christian Habich, dem unter anderem der Versuch der Errichtung einer Republik in Deutschland vorgeworfen wurde. Gemeinsam mit Habich und Hahndorf wurde auch Karl Bernhardi, Sylvester Jordan und Heinrich Scheffer in Haft genommen. Im Zuge der Verschwörung seien Jordan und Johann Adam von Itzstein zu provisorischen Präsidenten einer Republik gewählt worden. In Kassel waren die Spannungen zwischen der kurfürstlichen Regierung und ihrer Politik der Reaktion und dem liberalen Bürgertum besonders intensiv. In seiner Vernehmung sagte Hahndorf: „man kann über die Stadt Cassel ein Dach bauen, und an die Thore: Gefangenhaus schreiben, wenn alle politischen Vergehungen seit 1830 zur Erörterung kommen sollten.“ Die in dem Zusammenhang mit den Ermittlungen beschlagnahmten Privatbriefe und -aufzeichnungen aus den Jahren 1831 bis 1839 befinden sich bis heute im Staatsarchiv Marburg in den historischen Gerichtsakten. Salomon Hahndorf wurde zu einer fünfmonatigen Kerkerstrafe verurteilt. Er veröffentlichte auch unter den Pseudonymen Joseph Ahasverus und Theophilus Assande.

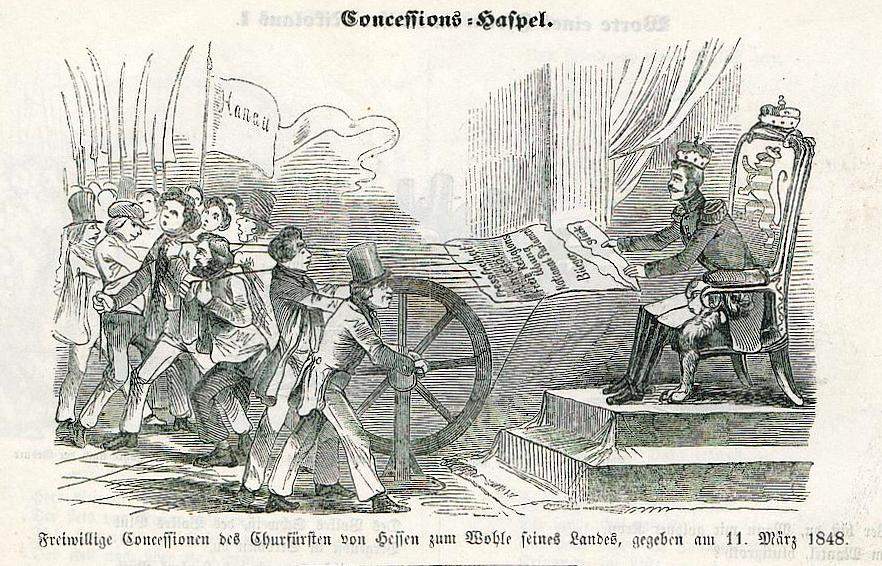
Karikatur in den Münchner Leuchtkugeln über die kurhessische Politik, 1848

Er war Mitglied des im Frühjahr 1848 gegründeten kurzlebigen Vereins der freien Presse für Wahrheit, Recht und Verfassung.
Hahndorf genoss durch sein Engagement in diesem Verein für politische Partizipation und Volksfürsorge große Popularität in der Bürgerschaft und wurde zu einem Protagonisten der Märzrevolution in Kurhessen. Salomon Hahndorf war von 1849 bis 1850 Abgeordneter für die Stadt Kassel im 12. Landtag der kurhessischen Ständeversammlung. Es war jene Legislaturperiode, die auf den kurhessischen Verfassungskonflikt von 1850 zuführte.
Später engagierte sich Hahndorf vermehrt in der Armenfürsorge und war Vorstandsmitglied eines von ihm mitbegründeten Arbeiterfortbildungsvereins. 1864 gehörte Hahndorf zu den Mitbegründern des Casseler Creditvereins, der nach dem Selbsthilfeprinzip den wirtschaftlichen Nöten in dem industriell unterentwickeltem Kurhessen entgegentrat. Er wurde anschließend eines von neun Mitgliedern im beratenden Ausschuss des Creditvereins. In den 1860er Jahren engagierte sich Salomon Hahndorf für die Errichtung des Kunsthauses, heute Sitz des Kasseler Stadtmuseums.
Hahndorf bedauerte das Ende des Kurfürstentums und dessen Annexion durch Preußen im Jahr 1866 nicht. Als Anhänger von Carl Oetkers Politik sprach er sich aber gegen eine Einverleibung aus und wollte die mühsam errungenen Rechte der Bevölkerung durch eine Personalunion mit der Krone Preußens bewahren, was schließlich nicht gelang.

„[I]ch glaube im Sinne einer weit überwiegenden Mehrheit des hessischen Volksstammes zu reden, wenn ich den Satz aufstelle, wir beklagen den Fall unseres guten Rechts, den Sturz der Dynastie nicht! Sie war von Landgraf Friedrich II. an, wo sie den sittlichen moralischne Boden verließ, immer mehr in Widerspruch mit den Interessen des Volkes gerathen. Daß es gekommen ist, wie es ist, unter Ausnahme der wohlerworbenen Rechte, das mögen die Mucker verantworten, die sich als die kleine aber mächtige Partei in Kurhesseen spreizten. Ich glaube das Zeugnis kann mir die Mit- und Nachwelt nicht versagen, daß ich stattsam den Fürsten vor dieser Clique durch Wort und Schrift gewarnt habe, ohne Gehöhr zu finden. Alle Schmach und Schande treffe sie! Die Geschichte wird alle richten!“

Er wurde als Kasseler Original und wandelndes Lexikon bezeichnet und war einer der Initiatoren der Errichtung des Schomburg-Denkmals.

### Nachwirkung
Seine Lebenserinnerungen in vier Bänden befinden sich in der Landesbibliothek. Ein weiteres Manuskript aus seiner Hand hat sich in Fulda erhalten. Ein in den 1880er Jahren von Max Lieberg angefertigtes Porträt Hahndorfs gilt heute als verschollen.

## Werk

### Periodika
- 1831 Kasseler Blätter für Geist und Herz. ZDB-ID 988290-X.
- 1835 Der Beobachter, oder Kasseler Blätter für Geist und Herz. ZDB-ID 988288-1.
- 1848 Die Freie Presse: Zeitschrift für Unterhaltung, Staats- und Volksleben. ZDB-ID 10163-1.
- 1849 Kurhessische Volkszeitung. ZDB-ID 1127942-4.
- 1861 Casseler Tages-Post: ein Blatt für Stadt und Land. ZDB-ID 10486-3.

### Politik und Gesellschaft
- Salomon Hahndorf: Die Gemeinde-Ordnung vom 23. Oktober 1834: erläutert und faßlich dargestellt für die Bürger Kurhessens. Kassel 1835.
- Salomon Hahndorf: Die Staatsdiener in Kurhessen als Bürger und Beisitzer. Hotop, Kassel 1842, urn:nbn:de:hebis:66:fuldig-4977145.
- Salomon Hahndorf: Der Vormund im Kurfürstenthum Hessen. Luckhardt, Kassel 1846, urn:nbn:de:hebis:66:fuldig-4343812.
- Joseph Ahasverus: Die Zeichen der Zeit : Ein Blick in die Zukunft. Raabé & Comp., Kassel, urn:nbn:de:bvb:12-bsb10132514-1.
- Salomon Hahndorf: Die kurhessische Verfassungsurkunde: vom 5. Januar 1831 nach den in den Jahren 1848 u. 1849 erlittenen Aenderungen. Luckhardt, Kassel 1850, urn:nbn:de:bvb:12-bsb10561630-4.
- Salomon Hahndorf: Bericht des gewählten Comité's der israelitischen Gemeinde zu Cassel, die Einführung einer Orgel beim Gottesdienste betreffend. Gotthelft, Kassel 1862, urn:nbn:de:hebis:66:fuldig-5890177.
- Salomon Hahndorf: Der Kurhessische Landtag von 1862 –1863. Württenberger, Kassel 1863.

### Geschichte
- Salomon Hahndorf: Anekdoten und Charakterzüge Napoleons. 4. Auflage. Luckhardt, Kassel 1847.
- Salomon Hahndorf: Zur Geschichte der deutschen Zünfte. Theodor Fischer, Kassel 1861, urn:nbn:de:bvb:12-bsb10551433-5.
- Salomon Hahndorf: Kassel vor fünfzig Jahren. Württenberger, Kassel 1863, urn:nbn:de:hebis:66:fuldig-2931614.
- Salomon Hahndorf: Die Casseler Schützen von 1559 bis 1865. Württenberger, Kassel 1865, urn:nbn:de:hebis:66:fuldig-4176977.
- Salomon Hahndorf: Was die Carlsaue erzählt. G. Württenberger, Kassel 1870, urn:nbn:de:hebis:66:fuldig-2781768.